# Andreas Müller (Fußballspieler, 1962)
Andreas Müller (* 13. Dezember 1962 in Stuttgart) ist ein ehemaliger deutscher Fußballspieler und späterer -funktionär.

## Leben
Müller wechselte 1980 zum VfB Stuttgart und wurde mit der A-Jugend des Vereins deutscher Meister. Danach gehörte er zwei Jahre der VfB-Amateurmannschaft an. In seinem ersten Jahr als Bundesligaspieler wurde Müller mit dem VfB 1984 Deutscher Meister, trug in der Saison 1983/84 in 20 Bundesliga-Begegnungen die VfB-Farben und erzielte dabei fünf Tore.
Er spielte von 1983 bis 2000 in insgesamt 338 Spielen in der Fußball-Bundesliga für den VfB Stuttgart, Hannover 96 und den FC Schalke 04. Nach der Deutschen Meisterschaft 1984 mit Stuttgart gewann Müller mit Schalke einen weiteren Wettbewerb: Der Mittelfeldspieler wurde mit S04 1997 UEFA-Pokalsieger. Außerdem erreichte er mit dem VfB Stuttgart das Finale um den DFB-Pokal 1986.
Im Jahr 1991 erzielte er das Tor des Jahres. Im Februar 1992 wurde er vom FC Schalke 04 suspendiert, da er gegen den Verein eine Klage auf Urlaubsgeld eingereicht hatte. Müller erwirkte eine einstweilige Verfügung, um wieder am Übungsbetrieb teilnehmen zu können.
Nach seiner Karriere als Spieler stieg Müller ins Management des FC Schalke 04 ein und war dort ab dem Rücktritt von Rudi Assauer am 17. Mai 2006 als Manager tätig, bis er am 9. März 2009 beurlaubt wurde.
Zum 1. Januar 2011 übernahm Müller 30 Prozent der Beraterfirma GoalSky AG und wurde dort mit Wirkung zum 1. Juli 2011 auch in den Vorstand berufen.
Im September 2012 wurde Müller Manager bei der TSG 1899 Hoffenheim. Am 2. April 2013 wurden er und Trainer Marco Kurz von ihren Aufgaben entbunden.
Von Januar 2014 bis November 2016 war er als Sportdirektor von SK Rapid Wien engagiert. Später wurde Müller Inhaber einer Sportberatungsagentur.
Andreas Müller ist verheiratet. Das Ehepaar hat zwei gemeinsame Söhne. Der jüngere Sohn Miles (* 1995) ist ebenfalls Fußballspieler.